# Фруктоїд жовточеревий
Фруктоїд жовточеревий (Melanocharis longicauda) — вид горобцеподібних птахів родини фруктоїдових (Melanocharitidae).

## Поширення
Ендемік Нової Гвінеї. Поширений у гірських районах півострова Доберай, в горах Маоке, Бісмарка та Оуен Стенлі, а також на півостріві Гуон.

## Опис
Дрібний птах завдовжки 12,5 см та вагою 11 г. Тіло з міцною тулубом, подовженою головою, тонким дзьобом середнього розміру, міцними ногами досить довгим хвостом.
В оперенні є очевидний статевий диморфізм. У самців шия, спина, крила і хвіст глянцевого чорного кольору з металевим блакитним або зеленим відтінком. Горло, груди і черево сіро-жовтуватого кольору. У самиць верхня частина тіла буро-оливкового кольору, а нижня світло-сіра.

## Спосіб життя
Мешкає у гірських дощових лісах з густим підліском. Трапляється поодинці або парами. Активний вдень. Живиться фруктами, ягодами та комахами. Птахів, що розмножуються, спостерігали у вересні та січні. Іншої інформації щодо розмноження цих птахів немає.